# Acordo Comercial Brasil-Estados Unidos
Em 2 de Fevereiro do ano de 1935, foi assinado o Acordo Comercial Brasil-Estados Unidos, para a manutenção ou até redução de tarifas para 6 produtos brasileiros e 34 estadunidenses no comércio entre as duas nações, e coube aos Estados Unidos da América, regulamentar as cláusulas e citações do acordo.